# Cameron Mason (ciclista)
Cameron Mason (Linlithgow, 18 agosto 2000) è un ciclocrossista, mountain biker e ciclista su strada britannico che corre per l'Alpecin-Deceuninck Development Team. Specialista del ciclocross, nel 2023 ha vinto l'argento nella prova Elite agli europei di Pontchâteau.

## Palmarès

### Cross
- 2021-2022

Clanfield Cross, (Clanfield)
National Trophy Series #5, (Gravesend)
Ambiancecross, 3ª prova Coppa del mondo Under-23 (Dendermonde)
Campionati britannici, Under-23
- 2022-2023

National Trophy Series #2, (Falkirk)
Campionati britannici, Elite
- 2023-2024

Campionati britannici, Elite

### Mountain bike
- 2018 (Juniores)[1]

3ª prova British Cross-Country Series, Cross country Junior (Glentress)
- 2023[1]

1ª prova British Cross-Country Series, Cross country (Tong)
Campionati britannici, Marathon

### Gravel
- 2024

Campionati scozzesi, Elite

## Piazzamenti

### Competizioni mondiali
- Campionati del mondo di ciclocross

Bogense 2019 - Under-23: 30º
Dübendorf 2020 - Under-23: 8º
Fayetteville 2022 - Under-23: 5º
Hoogerheide 2023 - Elite: 9º
Tábor 2024 - Staffetta mista: 2º
Tábor 2024 - Elite: 24º
- Campionati del mondo di mountain bike[1]

Les Gets 2022 - Cross country Under-23: 21º
Les Gets 2022 - E-MTB Cross country: 17º
Glasgow 2023 - Cross country Elite: 65º
- Campionati del mondo di marathon[1]

Glasgow 2023 - Cross country marathon: 36º
- Campionati del mondo gravel

Veneto 2023 - Elite: 24º
Fiandre 2024 - Elite: 68º

### Competizioni continentali
- Campionati europei di ciclocross

Silvelle 2019 - Under-23: 13º
's-Hertogenbosch 2020 - Under-23: 3º
Drenthe-Col du VAM 2021 - Under-23: 6º
Pontchâteau 2023 - Staffetta mista: 2º
Pontchâteau 2023 - Elite: 2º
- Campionati europei di mountain bike[1]

Anadia 2022 - Staffetta a squadre: 5º
Anadia 2022 - Cross country Under-23: 13º
Cracovia 2023 - Cross country Elite: 12º
- Giochi europei

Cracovia 2023 - Cross country: 12º